# Campeonato Europeu Júnior de Atletismo de 1999
O Campeonato Europeu Júnior de Atletismo de 1999 foi a 15ª edição do torneio organizada pela Associação Europeia de Atletismo para atletas com menos de vinte anos, classificados como Júnior. O evento foi realizado no Estádio Daugava em Riga na Lituânia, entre 5 e 8 de agosto de 1999. Teve como destaque a Alemanha com 20 medalhas, sendo 10 de ouro. 

## Resultados
Esses foram os resultados do campeonato. 

### Masculino
| Evento                       | Ouro                                                                       | Ouro     | Prata                                                                                 | Prata    | Bronze                                                                     | Bronze   |
| ---------------------------- | -------------------------------------------------------------------------- | -------- | ------------------------------------------------------------------------------------- | -------- | -------------------------------------------------------------------------- | -------- |
| 100 m                        | Fabrice Calligny · França                                                  | 10.19    | Mark Lewis-Francis · Grã-Bretanha                                                     | 10.37    | Kostyantyn Vasyukov · Ucrânia                                              | 10.41    |
| 200 m                        | Alessandro Cavallaro · Itália                                              | 20.46    | Tim Benjamin · Grã-Bretanha                                                           | 20.60    | Chris Lambert · Grã-Bretanha                                               | 20.67    |
| 400 m                        | Ruwen Faller · Alemanha                                                    | 46.38    | Filip Walotka · Polónia                                                               | 46.42    | Georgios Doupis · Grécia                                                   | 47.03    |
| 800 m                        | Yuriy Borzakovskiy · Rússia                                                | 1:50.38  | Nick Andrews · Grã-Bretanha                                                           | 1:50.92  | Bram Som · Países Baixos                                                   | 1:50.96  |
| 1.500 m                      | Franek Haschke · Alemanha                                                  | 3:44.17  | Bert Leenaerts · Bélgica                                                              | 3:44.47  | Stefan Beumer · Países Baixos                                              | 3:45.13  |
| 5.000 m                      | Wolfram Muller · Alemanha                                                  | 14:05.98 | Radu Stroia · Roménia                                                                 | 14:11.05 | Mattia Maccagnan · Itália                                                  | 14:12.51 |
| 10.000 m                     | Hans Janssens · Bélgica                                                    | 29:49.59 | Radu Stroia · Roménia                                                                 | 29:55.18 | Oliver Bodor · Hungria                                                     | 30:00.91 |
| 3.000 m com obstáculo        | Jakub Czaja · Polónia                                                      | 8:41.91  | Vadim Slobodenyuk · Ucrânia                                                           | 8:44.48  | Kevin Paulsen · França                                                     | 8:45.69  |
| 110 m com barreiras          | Felipe Vivancos* · Espanha                                                 | 13.92    | Thomas Blaschek* · Alemanha                                                           | 13.93    | Mark Brandon* · Grã-Bretanha                                               | 13.99    |
| 400 m com barreiras          | Dmitriy Zhukov · Rússia                                                    | 51.46    | Richard Mcdonald · Grã-Bretanha                                                       | 51.62    | Luca Bortolaso · Itália                                                    | 51.80    |
| 10 km marcha atlética        | Maris Putenis · Letónia                                                    | 40:27.37 | Vladimir Potemin · Rússia                                                             | 40:28.46 | José Dominguez · Espanha                                                   | 40:34.82 |
| Revezamento 4 x 100 metros   | França · Damien Degroote · Fabrice Calligny · Julien Arame · Leslie Djhone | 39.49    | Polónia · Mariusz Latkowski · Łukasz Chyła · Marcin Jędrusiński · Przemysław Rogowski | 39.67    | Itália · Simone Mare · Pantaleo Spina · Marco Cuneo · Alessandro Cavallaro | 39.78    |
| Revezamento 4 x 400 metros   | Alemanha · Stefan Giessler · Benjamin Mielke · Ralf Riester · Ruwen Faller | 3:07.42  | Polónia · Tomasz Smolarczyk · Bartosz Ozdarski · Rafał Wieruszewski · Filip Walotka   | 3:08.15  | Grã-Bretanha · Ian Lowthian · Chris Bennett · Adam Buckley · Kris Stewart  | 3:08.97  |
| Salto em altura              | Christian Olsson · Suécia                                                  | 2.21 m   | Gregory Gabella · França                                                              | 2.19 m   | Yaroslav Rybakov · Rússia                                                  | 2.16 m   |
| Salto com vara               | Sébastien Homo · França                                                    | 5.35 m   | Fabrice Fortin · França                                                               | 5.35 m   | Thilo Kraus · Alemanha                                                     | 5.20 m   |
| Salto em distância           | Leslie Djhone · França                                                     | 7.88 m   | Krasimir Argirov · Bulgária                                                           | 7.74 m   | Tomasz Mateusiak · Polónia                                                 | 7.60 m   |
| Salto triplo                 | Tosin Oke · Grã-Bretanha                                                   | 16.57 m  | Christian Olsson · Suécia                                                             | 16.18 m  | Marian Oprea · Roménia                                                     | 15.98 m  |
| Arremesso de peso (6 kg)     | Rutger Smith · Países Baixos                                               | 18.27 m  | Tomasz Chrzanowski · Polónia                                                          | 18.19 m  | Teijo Koopikka · Finlândia                                                 | 18.01 m  |
| Arremesso de disco (1,75 kg) | Rutger Smith · Países Baixos                                               | 52.89 m  | Pavel Lyzhin · Bielorrússia                                                           | 52.15 m  | Heinrich Seitz · Alemanha                                                  | 50.76 m  |
| Lançamento de martelo        | Olli-Pekka Karjalainen · Finlândia                                         | 75.80 m  | Wojciech Kondratowicz · Polónia                                                       | 74.12 m  | Markus Esser · Alemanha                                                    | 66.68 m  |
| Arremesso de dardo (6 kg)    | Tomas Intas · Lituânia                                                     | 77.88 m  | David Parker · Grã-Bretanha                                                           | 77.26 m  | Tim Werner · Alemanha                                                      | 76.31 m  |
| Decatlo                      | Aki Heikkinen · Finlândia                                                  | 7881 pts | Jaakko Ojaniemi · Finlândia                                                           | 7763 pts | Roland Schwarzl · Áustria                                                  | 7447 pts |

(*) Resultado de Chris Bailey removido 

### Feminino
| Evento                       | Ouro                                                                               | Ouro     | Prata                                                                          | Prata    | Bronze                                                                            | Bronze   |
| ---------------------------- | ---------------------------------------------------------------------------------- | -------- | ------------------------------------------------------------------------------ | -------- | --------------------------------------------------------------------------------- | -------- |
| 100 m                        | Sina Schielke · Alemanha                                                           | 11.39    | Johanna Manninen · Finlândia                                                   | 11.47    | Adrianna Lamalle · França                                                         | 11.51    |
| 200 m                        | Sina Schielke · Alemanha                                                           | 23.08    | Johanna Manninen · Finlândia                                                   | 23.26    | Ciara Sheehy · Irlanda                                                            | 23.49    |
| 400 m                        | Olesya Zykina · Rússia                                                             | 52.00    | Natalya Lavshuk · Rússia                                                       | 53.44    | Justyna Karolkiewicz · Polónia                                                    | 53.78    |
| 800 m                        | Irîna Latva · Letónia                                                              | 2:03.45  | Yuliya Gurtovenko · Ucrânia                                                    | 2:03.81  | Sibel Özyurt · Turquia                                                            | 2:03.82  |
| 1.500 m                      | Sibel Özyurt · Turquia                                                             | 4:15.62  | Natalya Sidorenko · Rússia                                                     | 4:15.91  | Yekaterina Noskova · Rússia                                                       | 4:16.56  |
| 3.000 m                      | Olga Roseyeva · Rússia                                                             | 9:07.79  | Tezeta Sürekli · Turquia                                                       | 9:08.09  | Sonja Stolić · Iugoslávia                                                         | 9:10.01  |
| 5.000 m                      | Tezeta Sürekli · Turquia                                                           | 16:01.32 | Elvan Can · Turquia                                                            | 16:06.40 | Yelena Tolstygina · Bielorrússia                                                  | 16:17.04 |
| 100 m com barreiras          | Reina-Flor Okori · França                                                          | 13.16    | Fanny Gérance · França                                                         | 13.27    | Manuela Bosco · Finlândia                                                         | 13.34    |
| 400 m com barreiras          | Alena Rücklová · Chéquia                                                           | 58.55    | Benedetta Ceccarelli · Itália                                                  | 59.10    | Nicola Sanders · Grã-Bretanha                                                     | 59.21    |
| 5 km marcha atlética         | Larisa Safronova · Rússia                                                          | 21:40.77 | Daniela Cârlan · Roménia                                                       | 21:46.15 | Ryta Turava · Bielorrússia                                                        | 21:48.11 |
| Revezamento 4 x 100 metros   | Alemanha · Mirjam Wallner · Sina Schielke · Kerstin Grötzinger · Annegret Dietrich | 44.04    | Finlândia · Manuela Bosco · Katja Salivaara · Johanna Manninen · Heidi Hannula | 44.40    | França · Fanny Gérance · Adriana Lamalle · Gwladys Belliard · Nadia Raymond       | 44.69    |
| Revezamento 4 x 400 metros   | Rússia · Yana Vetcherkevitch · Olga Golendukhina · Natalya Lavshuk · Olesya Zykina | 3:34.06  | Alemanha · Claudia Hempel · Daniela Mark · Claudia Hoffmann · Karoline Hagen   | 3:34.84  | Polónia · Justyna Karolkiewicz · Aneta Lemiesz · Ilona Szymerska · Żaneta Tomczyk | 3:35.24  |
| Salto em altura              | Viktoriya Slivka · Rússia                                                          | 1.90 m   | Christelle Preau · França                                                      | 1.88 m   | Marina Kuptsova · Rússia                                                          | 1.88 m   |
| Salto com vara               | Yvonne Buschbaum · Alemanha                                                        | 4.25 m   | Annika Becker · Alemanha                                                       | 4.20 m   | Amandine Homo · França                                                            | 4.15 m   |
| Salto em distância           | Maria Chiara Baccini · Itália                                                      | 6.39 m   | Concepción Montaner · Espanha                                                  | 6.39 m   | Silvia Favre · Itália                                                             | 6.25 m   |
| Salto Triplo                 | Mariana Bogatie · Roménia                                                          | 13.57 m  | Mariana Solomon · Roménia                                                      | 13.39 m  | Anna Pyatykh · Rússia                                                             | 13.36 m  |
| Arremesso de peso (6 kg)     | Nadzeya Astapchuk · Bielorrússia                                                   | 18.20 m  | Oksana Gromova · Rússia                                                        | 16.31 m  | Bianca Grosser · Alemanha                                                         | 16.24 m  |
| Arremesso de disco (1,75 kg) | Wioletta Potępa · Polónia                                                          | 53.93 m  | Adina Mocanu · Roménia                                                         | 53.89 m  | Ilona Rutjes · Países Baixos                                                      | 53.19 m  |
| Lançamento de martelo        | Bianca Achilles · Alemanha                                                         | 66.81 m  | Sini Pöyry · Finlândia                                                         | 63.60 m  | Merja Korpela · Finlândia                                                         | 59.51 m  |
| Lançamento de dardo          | Nikolett Szabó · Hungria                                                           | 61.52 m  | Carolin Soboll · Alemanha                                                      | 56.86 m  | Xénia Frajka · Hungria                                                            | 54.29 m  |
| Heptatlo                     | Maren Freisen · Alemanha                                                           | 5909 pts | Michaela Hejnová · Chéquia                                                     | 5786 pts | Antónia Schulze-Borges · Alemanha                                                 | 5543 pts |

## Quadro de medalhas

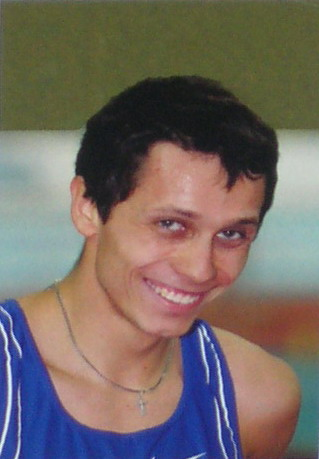
Yuriy Borzakovskiy ganhou ouro nos 800 metros

| Ordem | País          | Medalha de ouro | Medalha de prata | Medalha de bronze | Total |
| ----- | ------------- | --------------- | ---------------- | ----------------- | ----- |
| 1     | Alemanha      | 10              | 3                | 7                 | 20    |
| 2     | Rússia        | 7               | 4                | 4                 | 15    |
| 3     | França        | 5               | 4                | 4                 | 13    |
| 4=    | Finlândia     | 2               | 5                | 3                 | 10    |
| 4=    | Grã-Bretanha  | 2               | 5                | 3                 | 10    |
| 4=    | Polónia       | 2               | 5                | 3                 | 10    |
| 7     | Turquia       | 2               | 2                | 1                 | 5     |
| 8     | Itália        | 2               | 1                | 4                 | 7     |
| 9     | Países Baixos | 2               | 0                | 3                 | 5     |
| 10    | Letônia       | 2               | 0                | 0                 | 2     |
| 11    | Roménia       | 1               | 5                | 1                 | 7     |
| 12    | Bielorrússia  | 1               | 1                | 2                 | 4     |
| 13    | Espanha       | 1               | 1                | 1                 | 3     |
| 14=   | Bélgica       | 1               | 1                | 0                 | 2     |
| 14=   | Chéquia       | 1               | 1                | 0                 | 2     |
| 14=   | Suécia        | 1               | 1                | 0                 | 2     |
| 17    | Hungria       | 1               | 0                | 2                 | 3     |
| 18    | Lituânia      | 1               | 0                | 0                 | 1     |
| 19    | Ucrânia       | 0               | 2                | 1                 | 3     |
| 20    | Bulgária      | 0               | 1                | 0                 | 1     |
| 21=   | Áustria       | 0               | 0                | 1                 | 1     |
| 21=   | Grécia        | 0               | 0                | 1                 | 1     |
| 21=   | Irlanda       | 0               | 0                | 1                 | 1     |
| 21=   | Iugoslávia    | 0               | 0                | 1                 | 1     |
| Total | Total         | 44              | 42               | 43                | 129   |